# 亚美尼亚独立宣言（1918年）
亚美尼亚独立宣言（亚美尼亚语：Հայաստանի Անկախության Հռչակագիր，罗马化：Hayastani Ankakhutyan Hrchakagir）是1918年5月30日在梯弗里斯公布的，关于亚美尼亚第一共和国从外高加索民主联邦共和国中独立的声明。独立宣言由尼古尔·阿赫巴良（Nikol Aghbalian）起草，并于5月31日向媒体公布。第一个被通知亚美尼亚独立的国家是伊朗。

## 内容
|  | “鉴于外高加索政治联盟的解体以及阿塞拜疆，格鲁吉亚独立的独立带来的新局面，亚美尼亚民族委员会宣布它为亚美尼亚各省最高和唯一的行政机构。由于事态严峻，全国委员会决定将在不久的将来成立亚美尼亚民族政府。亚美尼亚民族委员会暂时承担所有政府职能，以负责亚美尼亚各省的政治和行政领导。” 亚美尼亚民族委员会 1918年5月30日 于梯弗里斯 |

## 引用
1. ↑  Galstyan, Seda. . Աշխատություններ Հայաստանի պատմության թանգարանի / Transactions of the History Museum of Armenia. 2023. ISSN 1829-0361. doi:10.56653//18290361-2023.11-43.
2. ↑  Պետրոսյան, Գեղամ. . Bulletin of Yerevan University D: International Relations and Political Sciences. 2022-07-18, 13 (2 (38)). ISSN 2738-2613. doi:10.46991/bysu:d/2022.13.2.003.